# Marna
Marna (fr. Marne) – rzeka we Francji, prawy dopływ Sekwany. Wypływa z Wyżyny Langres, a uchodzi do Sekwany w pobliżu Paryża.
Większe miasta położone nad rzeką: Meaux, Epernay, Châlons-en-Champagne.
Marna połączona jest poprzez kanały Marna–Saona i Marna–Ren.
Nad Marną odbyły się I i II bitwa nad Marną.